# Willy Hanft
Willy Hanft (* 8. Dezember 1888 in Hannover; † 19. Juli 1987 in Nürnberg) war ein deutscher Maler.

## Leben
Von 1908 bis 1913 besuchte er die Kunstakademie Düsseldorf bei den Professoren Adolf Männchen, Willy Spatz und Dietrich. 1920 bis etwa 1940 vermutlich Ateliers in Dresden (der Dresdener Stadtteil Blasewitz war der Geburtsort seiner ersten Frau Gertraude, geborene Schwertfeger) und Düsseldorf. Den Landschaftsmotiven nach zu urteilen, an vielen Orten schaffend, insbesondere im Alpenraum. Oft fälschlicherweise als 1943 verstorben genannt. 1945–1952 in Dresden freischaffend tätig. 1947 in Pirna Teilnahme an der 1. Kunstausstellung des Kreises Pirna. Ab Juli 1952 Wohnsitz in der Hannoverschen Oststadt. 1977 verwitwet, 1979 Heirat mit Wilhelmine Meyer aus Zirndorf. Im Mai 1983 Umzug nach Nürnberg, dort verstorben am 19. Juli 1987.
Seine Hauptsujets waren Landschaften bzw. Ansichten sowie Stillleben mit Blumen.
Maltechnisch bevorzugte er die Ölmalerei.
Willy Hanft hat sich regelmäßig zwischen 1938 und 1944 an den Großen Deutschen Kunstausstellung beteiligt.
- 1938 Winterhilfe
- 1939 Ein Ölgemälde in der Ergänzungsausstellung
- 1940 Sudetendeutscher Bauernhof
- 1941 Ein Ölgemälde in der Ergänzungsausstellung
- 1942 Sudetendeutsche Bauernstube

Die letzten Lebensjahre soll er in Nürnberg verbracht haben.

## Werke
(Auswahl; Landschaften und Ansichten nach Region des Motivs geordnet)

### Landschaften und Ansichten

#### Ostsee
- „Insel Rügen“. Öl auf Karton, 14 × 20 cm.

#### Niedersachsen
- „Meissendorfer Teiche nahe Walsrode“. Öl auf Leinwand, ca. 60 × 80 cm.
- „Birkenweg bei Hermannsburg (Lüneburger Heide)“. Öl auf Leinwand 100 × 70 cm.
- „Birkenallee bei Buchholz nahe Hannover“. Öl auf Leinwand 80 × 60 cm.
- "Heidelandschaft nahe Schwarmbek". Öl auf Leinwand, ca. 75 × 100 cm.

#### Bayern
- „Blick in das sommerliche Naabtal bei Regensburg“. Öl auf Leinwand, 70,5 × 100 cm.
- „Erntelandschaft der fränkischen Schweiz nahe Pegnitz“. Öl auf Leinwand, 59 × 79 cm. (PDF)
- „Motiv bei Berchtesgaden mit Watzmann“. Öl auf Leinwand, 70 × 100 cm.
- „Blick auf den Alpsee mit umgebenden Gebirgszügen“. Öl auf Leinwand, 79 × 111 cm.
- „Tegernsee von Bad Wiessee gesehen“. Öl auf Leinwand, 61 × 81 cm

#### Schwarzwald
- „Schwarzwaldlandschaft bei Luisenbach, bei Freiburg“. Öl auf Leinwand, 70 × 100 cm.
- „Schwarzwaldtal“. Öl auf Leinwand, 65 × 90 cm.
- „Blick ins Wiesental“. Öl auf Leinwand, 98 × 138 cm.

#### Schweiz
- „Oberengadin: Blick von Hochnufenen gegen Maloja“. Öl auf Leinwand, 70 × 100 cm.
- „Matterhorn im Sommer“. Öl auf Leinwand, 70 × 100 cm.
- „Oeschinensee mit Blüemlisalpmassiv“. Öl auf Karton, 80 × 100 cm.

#### Österreich
- „Wolfgangsee“. Öl auf Leinwand, 70 × 100 cm
- „Jungfernsee von Süd-Westen gesehen“. Öl auf Leinwand, 80 × 100 cm.

#### Oberitalien
- „Venedig“. Öl auf Leinwand, 30 × 40 cm.
- „Landschaft mit Bergsee in Oberitalien“. Öl auf Leinwand, 30 × 40 cm.
- „Zwölferhorn/Dolomiten“ (?; rückseitig so bezeichnet). Öl

#### Sonstige Motive
- „Das Waldhaus“. Öl auf Leinwand, 83 × 115 cm.
- „Heufuhrwerk in hügeliger Landschaft“. Öl auf Leinwand, 30 × 40 cm.
- „Goldene Herbstpracht“. Vor 1936. ca. 32 × 24 cm.
- „Frühling“. 45,5 × 60,8 cm.
- „An der Donau“. 100 cm x 76 cm. Link zum Bild! Willi Hanft

### Stillleben
- „Tisch mit Fasan, Früchten, Vase“. Öl auf Leinwand, ca. 70 × 100 cm.
- „Tisch mit Obst und Blumen“. 115 × 48 cm.
- „Blumenstilleben“. 52 × 42 cm.
- „Kapuzinerkresse in blauem Henkelkrug“. Öl auf Karton. 38 × 33,5 cm.
- „Stiefmütterchen in weißem Krug“. Öl auf Karton. 38 × 33,5 cm.
- „Großer Strauß mit Sonnenblumen und Gladiolen in blauer Vase“. Öl auf Leinwand. 80 × 60 cm.
- „Tisch mit Dahlien in Glasvase, Äpfeln in Glasschale, blauer Tasse“
- „Rosenstrauß, Obstschale,Silberpokal,Erdbeeren,Fasan auf weiß/rot“. Öl auf Leinwand, ca. 70 × 100 cm